# Колыхалов, Станислав Сергеевич
Станисла́в Серге́евич Колыха́лов (род. 2 ноября 1986, Наро-Фоминск, Московская область) — российский парафутболист, защитник паралимпийской сборной России и ФК «Л.Ч.О.». Серебряный призёр (летних Паралимпийских игр 2008 по футболу 7×7, чемпион мира, заслуженный мастер спорта России.
Тренируется в футбольном клубе «Лев Чёрной-Олимпия» с 2002 года. Чемпион России среди юношей 2002 года. Чемпион России 2003 и 2004 года. Победитель турнира по футболу на Кубок Президента Российской Федерации 2003 и 2004 года. Окончил МГАФК. Участник эстафеты Паралимпийского огня 2014.

## Награды
- Знак отличия «За заслуги перед Московской областью» (16 сентября 2008)[5]
- Медаль ордена «За заслуги перед Отечеством» II степени (30 сентября 2009) — за большой вклад в развитие физической культуры и спорта, высокие спортивные достижения на XIII Паралимпийских играх 2008 года в Пекине.[6]
- Заслуженный мастер спорта России (2008).